# Kępa Wielka
Kępa Wielka (prononcé en polonais : [ˈkɛmpa ˈvjɛlka]) est un village polonais de la gmina de Zaniemyśl dans la powiat de Środa Wielkopolska de la voïvodie de Grande-Pologne dans le centre-ouest de la Pologne.
Il se situe à environ 5 kilomètres au sud de Zaniemyśl (siège de la gmina), à 15 kilomètres au sud-ouest de Środa Wielkopolska (siège du powiat) et à 37 kilomètres au sud-est de Poznań (capitale régionale).

## Histoire
De 1975 à 1998, le village faisait partie du territoire de la voïvodie de Poznań.

Depuis 1999, Kępa Wielka est situé dans la voïvodie de Grande-Pologne.
Le village possède une population de 60 habitants en 2007.